# Hermine zu Waldeck und Pyrmont

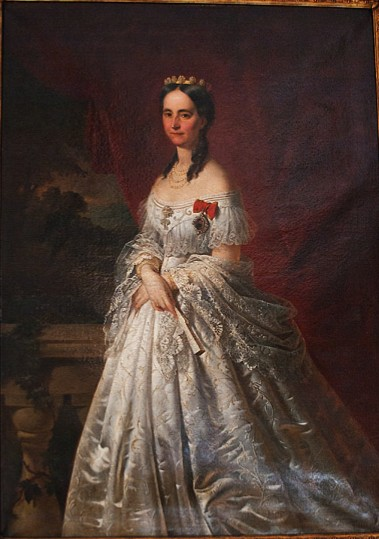
Hermine zu Waldeck und Pyrmont, Fürstin zu Schaumburg-Lippe

Hermine zu Waldeck und Pyrmont (* 29. September 1827 in Arolsen; † 16. Februar 1910 in Bückeburg) war eine deutsche Prinzessin aus dem Haus Waldeck und durch Heirat von 1860 bis 1893 Fürstin zu Schaumburg-Lippe.

## Leben
Hermine war die zweite Tochter und das dritte Kind des Fürsten Georg II. zu Waldeck-Pyrmont und dessen Ehefrau Emma von Anhalt-Bernburg-Schaumburg-Hoym. Die spätere Königin der Niederlande, Emma, war eine Nichte Hermines. 
Am 25. Oktober 1844 heiratete Hermine zu Waldeck und Pyrmont siebzehnjährig ihren Cousin Adolf Georg zu Schaumburg-Lippe in Arolsen.
Hermine brachte (wie später ebenso ihre Schwiegertochter Marie Anna) der Schaumburger Tracht eine besondere Wertschätzung entgegen und trug wesentlich zum weiteren Aufblühen dieser Tracht bei.
Ihr Mann ließ für sie das Palais Bückeburg entwerfen, welches ab Ende Juni 1893 im Auftrag Hermines errichtet wurde. Am 21. November 1896 wurde hier der Einzug der Fürstinmutter gefeiert. In Bückeburg wurde die Herminenstraße zu Ehren der Fürstin benannt.
Fürstin Hermine galt als begeisterte Jägerin. Nach dem Tod ihres Ehemannes ging ein von diesem 1878 erworbenes Jagdgebiet in der Steyrlinger Gegend in den Besitz der Witwe über. Hermine erwarb 1897/98 zusätzlich noch die Bauerngüter Höbach sowie Laberg und verbrachte nach 1893 mehrere Jahre in Steyrling.
Hermine wurde im Mausoleum Stadthagen beerdigt, mit ihrer Grablegung ist der letzte Platz in dieser Gruft vergeben worden.

## Nachkommen
Aus der Ehe mit Adolf Georg gingen acht Kinder hervor:
- Hermine (1845–1930) ⚭ 1876 Herzog Maximilian von Württemberg
- Stephan Albrecht Georg (1846–1911) ⚭ 1882 Prinzessin Marie Anna von Sachsen-Altenburg
- Peter Hermann (1848–1918), unverheiratet.
- Emma Friederike (1850–1855)
- Ida Mathilde (1852–1891) ⚭ 1872 Fürst Heinrich XXII. Reuß zu Greiz
- Otto Heinrich zu Schaumburg-Lippe (1854–1935) ⚭ Anna Luise von Köppen (1860–1932)
- Adolf Wilhelm Viktor (1859–1916) ⚭ 1890 Viktoria Friederike Amalie von Preußen
- Emma Elisabeth (1865–1868)